# Felix Strauss
Felix Strauss (* 26. März 2001 in Salzburg) ist ein österreichischer Fußballspieler.

## Karriere

### Verein
Strauss begann seine Karriere beim SC Golling. Im Februar 2014 wechselte er zum SV Grödig. Zur Saison 2014/15 kam er in die Jugend des FC Red Bull Salzburg, bei dem er ab der Saison 2015/16 auch sämtliche Altersstufen in der Akademie durchlief. Zur Saison 2019/20 wechselte er nach Deutschland in die A-Jugend des FC Viktoria Köln. Für die Kölner kam er bis zum Saisonabbruch zu 19 Einsätzen in der A-Junioren-Bundesliga und führte die Viktoria als Kapitän aufs Feld.
Zur Saison 2020/21 kehrte Strauss nach Österreich zurück und wechselte zum Zweitligisten FC Blau-Weiß Linz, bei dem er einen bis Juni 2022 laufenden Vertrag erhielt. Sein Debüt in der 2. Liga gab er im September 2020, als er am ersten Spieltag jener Saison gegen den SK Austria Klagenfurt in der 82. Minute für Bernhard Janeczek eingewechselt wurde. Bis Saisonende kam er zu 28 Zweitligaeinsätzen, in denen er zwei Tore erzielte. Zur Saison 2021/22 wechselte er zum Bundesligisten SCR Altach, bei dem er einen bis Juni 2024 laufenden Vertrag erhielt. Nach seinem Vertragsende verließ er Altach nach der Saison 2023/24.
Im Anschluss wechselte Strauss im Juli 2024 nach Finnland zum FC Lahti, bei dem er einen Vertrag bis zum Saisonende erhielt. Für Lahti kam er zu neun Einsätzen in der Veikkausliiga, aus der er mit dem Team aber abstieg. Daraufhin verließ er Lahti nach der Saison 2024 wieder.
Im Jänner 2025 wechselte er anschließend nach Bulgarien zu Spartak Warna. Für Spartak spielte er elfmal in der Parwa liga. Zur Saison 2025/26 zog Strauss weiter nach Deutschland zum Drittligisten SSV Jahn Regensburg.

### Nationalmannschaft
Strauss debütierte im März 2022 gegen Norwegen im österreichischen U-21-Team.

## Persönliches
Sein Bruder Simon (* 2000) ist ebenfalls Fußballspieler.